# 内措
内措是德国梅克伦堡-前波莫瑞州的一个市镇。总面积25.19平方公里，总人口615人，其中男性331人，女性284人（2011年12月31日），人口密度24人/平方公里。